# エリニコ・オリンピック・コンプレックス

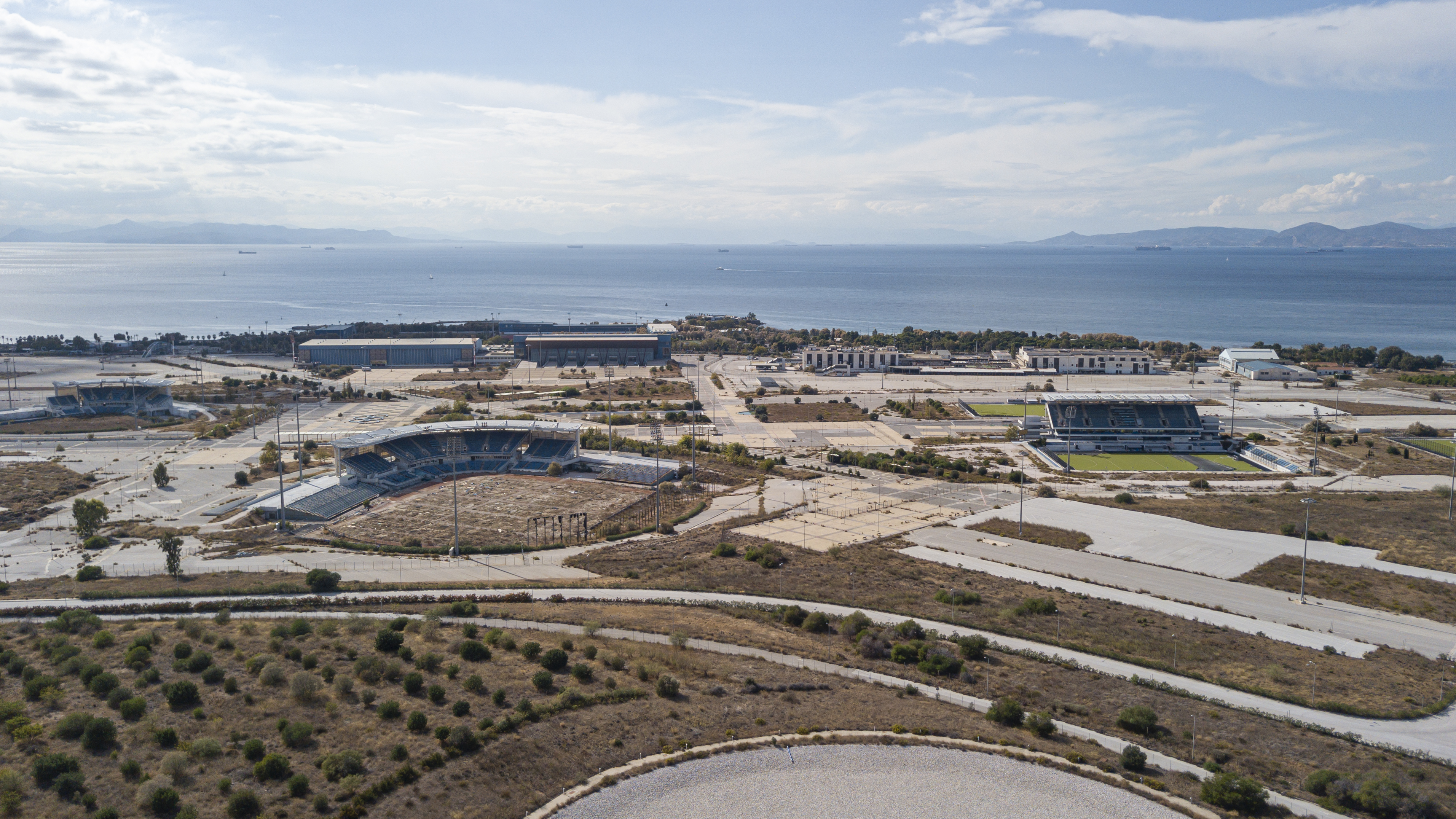
Hellinikon Olympic Complex in 2019

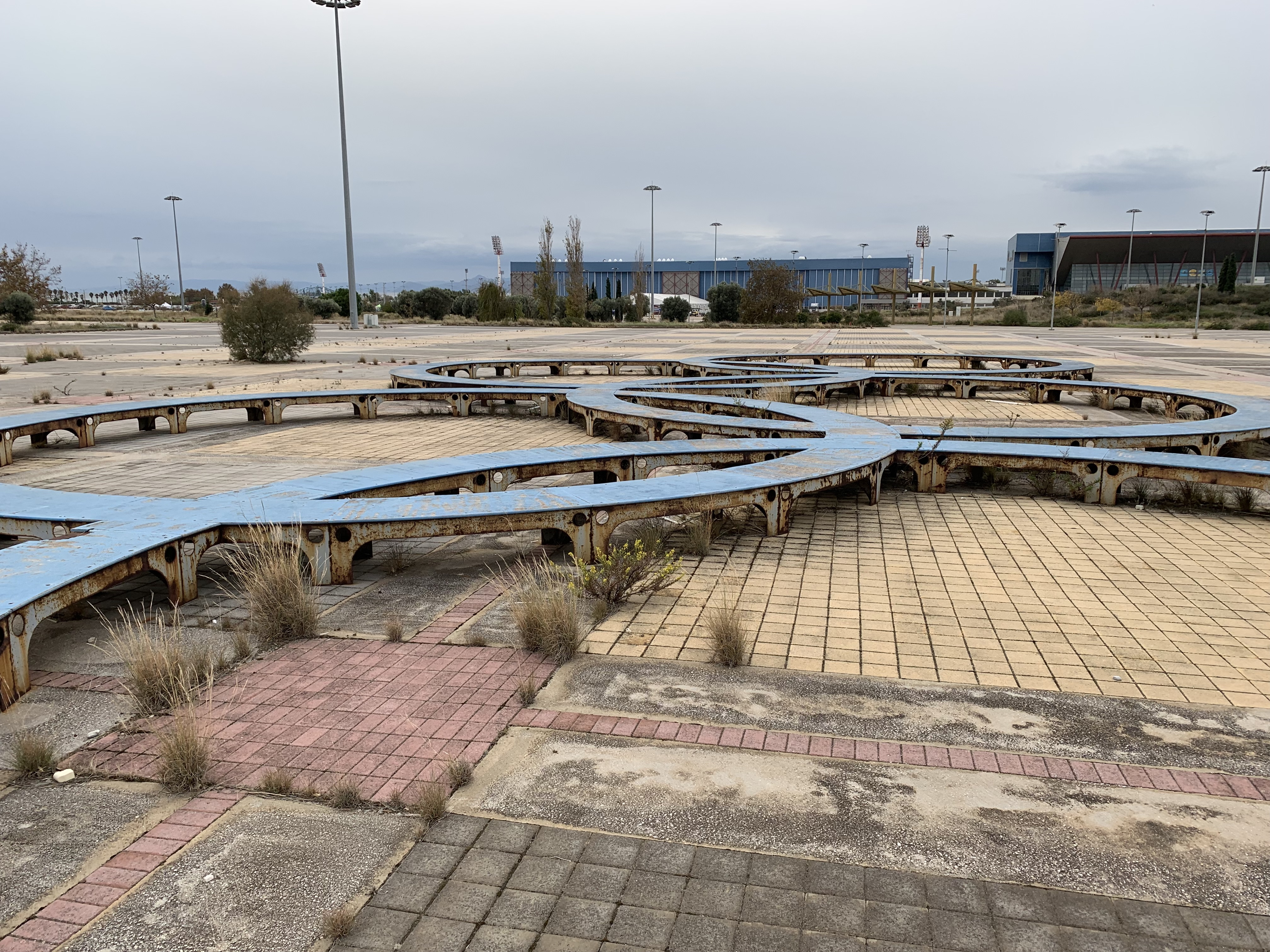
External 2004 Olympic Rings in November 2018

エリニコ・オリンピック・コンプレックスはギリシャ・アテネの西部の東海岸に位置するアテネオリンピックの第2会場であった。エリニコン国際空港の跡地に建設された。

## 施設

### オリンピックカヌー/カヤックスラロームセンター
オリンピックカヌー/カヤックスラロームセンターは五輪のカヌー競技として使用され、最大7600の仮設席が設けられた。

### オリンピックホッケーセンター
オリンピックホッケーセンターは五輪のホッケー競技として使用された。メインスタジアムは5200席収容で、ほかに2000名収容のサブスタジアムがあった。五輪終了後のパラ五輪では5人制サッカー・7人制サッカーが行われた。

### オリンピックソフトボール場
オリンピックソフトボール場は五輪ソフトボール競技として使用された。4800席収容のメインフィールドがあった。終了後はコンサートに利用されている。

### インドアホール
インドアホールは主にバスケットボール競技、ハンドボール競技、パラ五輪では車椅子ラグビーの会場として使用された。ほかに、フェンシングホールもあり、フェンシング競技が開催され、パラ五輪でも行われた。